# Renato Barisani
Renato Barisani (Napoli, 15 novembre 1918 – Napoli, 3 settembre 2011) è stato uno scultore e pittore italiano.

## Biografia
Si diploma in scultura nel 1937 presso l'Istituto d'Arte di Napoli e, grazie ad una borsa di studio, si perfeziona per un biennio all'Istituto Superiore per le Industrie Artistiche di Monza presso cui si diploma dopo aver frequentato i corsi di Semeghini, Pagano, Pica e Marini. Fa ritorno a Napoli e ne frequenta l'Accademia di Belle Arti, diplomandosi in Scultura nel 1941.
Nel 1940 vince ai Prelittoriali dell'arte il primo premio per la scultura ed il bassorilievo. Nel 1941 è vincitore di ancora un premio di scultura e, l'anno successivo, di una borsa di studio.
Partecipa dal 1947 al 1950 alle esperienze del "Gruppo Sud" di Napoli; dal 1950 al 1955, insieme a R. De Fusco, G. Tatafiore ed A. Venditti, costituisce il "Gruppo Napoletano Arte Concreta", muovendosi nell'ambito della ricerca astratta;  Nel 1951 partecipa alla mostra "Arte astratta e concreta in Italia - 1951" organizzata da Palma Bucarelli e Giulio Carlo Argan alla Galleria nazionale d'arte moderna e contemporanea di Roma; nello stesso anno è partecipe alle mostre del Gruppo Origine. Dal 1953 al 1957 è presente nel "Movimento Arte Concreta" di Milano, partecipando a quasi tutte le mostre, anche storiche, in Italia e all'estero; dal 1960 al 1963 è presente nella "Nuova Scuola Europea" di Losanna. Nel 1962 vince il Premio Svizzero di Pittura Astratta.
Nel 1963 una sua opera viene esposta alla mostra Contemporary Italian Paintings, allestita in alcune città australiane.
È invitato alle Quadriennali romane del 1948, 1965 e 1986. Alle Biennali veneziane del 1962 e 1972.

Nel 1977 espone nella sua prima importante antologica al Museo di Villa Pignatelli di Napoli, nella quale presenta opere realizzate dal 1940 al 1975. Nel 1993 gli è conferito un riconoscimento dalla Krasner Pollock Foundation di New York.
Sono anni di sperimentazione con collage e mosaici. Nell'Ottobre 2000 la Città di Napoli gli dedica una grande mostra antologica al Castel dell'Ovo, con opere dagli anni '50 al 2000.
Costante, dalla seconda metà degli anni '50, resta l'impegno anche nella realizzazione di ceramiche, vetrofusioni, monili e gioielli d'arte. La tessitura e gli arazzi sono tra gli ultimi interessi dell'artista.
Nel 2008 il Palazzo delle Arti di Napoli gli dedica una mostra personale con le opere più recenti: pitture, sculture e gioielli.

Muore a Napoli, all'età di quasi 93 anni, mentre ha in corso una mostra su Jazz e astrattismo a Forio d'Ischia.
Nel Luglio 2017 la Pinacoteca Comunale d'Arte Contemporanea della Città di Gaeta gli dedica una nuova mostra antologica con oltre 200 opere, alcune inedite. Oltre quadri e sculture, vengono esposti fotogrammi, ceramiche, arazzi, mosaici e monili.